# Хип, Имоджен
И́моджен Дженнифер Джейн Хип (англ. Imogen Jennifer Jane Heap, 9 декабря 1977) — британская певица, автор песен, композитор. Известна как участница музыкального дуэта Frou Frou и как автор сольных альбомов, один из которых - Ellipse - занял 1-е место среди альбомов в категории Dance/Electronic Albums по версии Billboard в сентябре 2009 года и был отмечен премией Грэмми в номинации Best Engineered Album, Non-Classical (2010).

## Личная жизнь
Хип начала встречаться с кинорежиссером Майклом Лебором в 2012 году. В июне 2014 года Хип объявила в своем видеоблоге, что беременна первым ребенком от Лебора. Позже в том же году она родила дочь — Флоренс Рози Хип-Лебор (род.08.11.2014).
Сестра Хип, Джулиет, умерла в ноябре 2019 года.

## Дискография
Студийные альбомы
- 1998 — I Megaphone
- 2005 — Speak for Yourself
- 2009 — Ellipse
- 2014 — Sparks
- 2018 — The Music of Harry Potter and the Cursed Child - In Four Contemporary Suites
- 2022 — Chordata Bytes I & II